# Vorrströmstjärnarna (Vännäs socken, Västerbotten, 708694-168722)
Vorrströmstjärnarna är en sjö i Vännäs kommun i Västerbotten och ingår i Umeälvens huvudavrinningsområde.